# Nikołaj Bolszakow
Nikołaj Walerjewicz Bolszakow (ros. Никола́й Валерьевич Большако́в, ur. 11 maja 1977) – rosyjski biegacz narciarski, brązowy medalista mistrzostw świata.

## Kariera
Po raz pierwszy na arenie międzynarodowej pojawił w 1996 roku podczas mistrzostw świata juniorów w Asiago, gdzie zajął 36. miejsce w biegu na 10 km techniką klasyczną. Podczas rozgrywanych rok później mistrzostw świata juniorów w Canmore w 1997 roku zdobył srebrny medal na tym samym dystansie oraz w sztafecie.
Igrzyska olimpijskie w Salt Lake City w 2002 roku były pierwszymi i zarazem ostatnimi w jego karierze. Wspólnie z Siergiejem Nowikowem, Michaiłem Iwanowem i Witalijem Dienisowem zajął szóste miejsce w sztafecie 4 × 10 kilometrów. Ponadto zajął siódme miejsce w biegu na 30 km techniką dowolną.
W 2001 roku wystartował na mistrzostwach świata w Lahti zajmując 29. miejsce w biegu łączonym na 20 km oraz 35. miejsce w sprincie techniką dowolną. Swój największy sukces w karierze osiągnął podczas mistrzostw świata w Oberstdorfie w 2005 roku, gdzie wraz z Nikołajem Pankratowem, Wasilijem Roczewem i Jewgienijem Diemientjewem wywalczył brązowy medal w sztafecie. Na tych samych mistrzostwach zajął 12. miejsce w biegu na 15 km techniką dowolną.
Najlepsze wyniki w Pucharze Świata osiągnął w sezonie 1999/2000, kiedy to 45. miejsce w klasyfikacji generalnej. Na mistrzostwach świata juniorów w Canmore w 1997 roku wywalczył srebrny medal w biegu na 10 km techniką klasyczną oraz w sztafecie.

## Osiągnięcia

### Igrzyska olimpijskie
| Miejsce | Dzień     | Rok  | Miejscowość    | Konkurencja        | Czas biegu | Strata  | Zwycięzca          |
| ------- | --------- | ---- | -------------- | ------------------ | ---------- | ------- | ------------------ |
| 7.      | 9 lutego  | 2002 | Salt Lake City | 30 km st. dowolnym | 1:11:31,0  | +1:19,6 | Christian Hoffmann |
| 6.      | 17 lutego | 2002 | Salt Lake City | Sztafeta 4 × 10 km | 1:32:45,5  | +2:04,6 | Norwegia           |

### Mistrzostwa świata
| Miejsce | Dzień     | Rok  | Miejscowość | Konkurencja            | Czas biegu | Strata  | Zwycięzca             |
| ------- | --------- | ---- | ----------- | ---------------------- | ---------- | ------- | --------------------- |
| 29.     | 17 lutego | 2001 | Lahti       | 2 × 10 km łączony      | 47:15,5    | +1:42,1 | Per Elofsson          |
| 35.     | 21 lutego | 2001 | Lahti       | Sprint stylem dowolnym | 3:14,1     | –       | Tor Arne Hetland      |
| 12.     | 17 lutego | 2005 | Oberstdorf  | 15 km stylem dowolnym  | 34:49,7    | +52,6   | Pietro Piller Cottrer |
| 3.      | 24 lutego | 2005 | Oberstdorf  | Sztafeta 4 × 10 km     | 1:39:04,4  | +3:24,4 | Norwegia              |

### Mistrzostwa świata juniorów
| Miejsce | Dzień       | Rok  | Miejscowość | Konkurencja             | Wynik     | Strata  | Zwycięzca     |
| ------- | ----------- | ---- | ----------- | ----------------------- | --------- | ------- | ------------- |
| 36.     | 31 stycznia | 1996 | Asiago      | 10 km stylem klasycznym | 27:42,8   | +2:01,6 | Per Elofsson  |
| 2.      | 12 lutego   | 1997 | Canmore     | 10 km stylem klasycznym | 26:26,9   | +33,5   | Bruno Carrara |
| 2.      | 14 lutego   | 1997 | Canmore     | Sztafeta 4 × 10 km      | 1:45:25,6 | +32,4   | Włochy        |

### Puchar Świata

#### Miejsca w klasyfikacji generalnej
- sezon 1999/2000: 45.
- sezon 2000/2001: 88.
- sezon 2001/2002: 49.
- sezon 2002/2003: 47.
- sezon 2004/2005: 125.

#### Miejsca na podium
Bolszakow nigdy nie stawał na podium zawodów Pucharu Świata.